# Хуан Пужоль Гарсія
Хуан Пужоль Гарсія MBE (англ. Juan Pujol García, 14 лютого 1912 — 10 жовтня 1988) також відомий як Хоан Пужоль і Гарсія — був іспанським шпигуном, який діяв як подвійний агент, вірний Великобританії, проти нацистської Німеччини під час Другої світової війни. За легендою, він переїхав до Британії, щоб здійснювати фіктивну шпигунську діяльність на користь німців. Британці дали йому кодове ім'я Гарбо, їхні німецькі колеги назвали його кодовим іменем Аларік і назвали його неіснуючу шпигунську мережу «Арабал».
Через ненависть до будь-якого політичного екстремізму, яка виникла під час Громадянської війни в Іспанії, Пужоль вирішив стати шпигуном для Британії, щоб зробити щось «на благо людства». Пужоль і його дружина зв'язалися з британським посольством у Мадриді, яке відхилило його пропозицію.
Не зупинений цим, він створив фальшиву особу фанатично пронацистського урядовця Іспанії та успішно став німецьким агентом. Йому було доручено поїхати до Британії та завербувати додаткових агентів. Натомість він переїхав до Лісабона та створив фальшиві звіти про Британію з різноманітних публічних джерел, включаючи туристичний путівник Британією, розклади поїздів, кінохроніку та рекламу в журналах.
Незважаючи на деякі помилки, він здобув довіру німців. Союзники нарешті прийняли Пужоля після того, коли німці змарнували багато ресурсів, полюючи на вигаданий конвой. Надалі він працював з Британії під керівництвом MI6, розширюючи вигадану мережу, передаючи інформацію листами та радіо.
Пужоль відіграв ключову роль в успіху операції «Фортитьюд» — дезінформаційної кампанії навколо висадки в Нормандії. Надані ним фальшиві дані допомогли переконати німців у тому, що головний напад буде на Па-де-Кале. Нагороджений обома сторонами — отримав і Залізний Хрест, і Орден Британської імперії.

## Раннє життя
Пужоль народився в Барселоні в сім'ї Жоана Пужоля, каталонця, який володів бавовняною фабрикою, і Мерседес Гарсіа Гіхарро з андалузького міста Мотріль у провінції Гранада. Третій із чотирьох дітей, Пужоль був відправлений у віці семи років до школи-інтернату Валлдемія, яку керували брати Маріст у Матаро, за 32 км від Барселони, де він залишався там наступні чотири роки. Учням дозволялося виходити зі школи лише в неділю, якщо вони мали відвідувачів, тому його батько їздив щотижня.
Його мати походила зі суворої римо-католицької сім'ї і щодня причащалася, але його батько був більш світським і мав ліберальні політичні переконання. У віці тринадцяти років його перевели до школи в Барселоні, якою керував друг його батька, гравець у карти монсеньйор Хосеп, де він залишався протягом трьох років. Після сварки з учителем він вирішив, що більше не хоче залишатися в школі, і пішов учнем у будівельний магазин.

## Громадянська війна в Іспанії
У 1931 році Пужоль пройшов шість місяців обов'язкової військової служби в кавалерійській частині, 7-му полку легкої артилерії. Він знав, що не підходить для військової кар’єри, ненавидів верхову їзду та стверджував, що йому бракує «основних якостей вірності, щедрості та честі». У 1936 році, коли почалася громадянська війна в Іспанії, Пужоль керував птахофабрикою на північ від Барселони. Наречений його сестри Олени був захоплений республіканцями. Пізніше її та його матір заарештували та звинуватили в контрреволюційності. З полону їх зміг вирвати родич із профспілки.

## Друга Світова війна
У 1940 році, на ранніх етапах Другої світової війни, Пужоль вирішив, що він повинен зробити внесок «на благо людства», допомагаючи Великобританії, яка на той час була єдиним супротивником Німеччини. Однак націоналісти так само жорстоко поводилися з ним, тому йому не подобалися їхні фашистські впливи, його полковник вдарив і ув’язнив за те, що Пужоль висловлював симпатії до монархії.
Починаючи з січня 1941 року, він тричі звертався до британського посольства в Мадриді, в тому числі через свою дружину (хоча Пужоль викреслив її участь у своїх мемуарах), але вони не виявили жодного інтересу в тому, щоб використовувати його як шпигуна. Тому він вирішив зарекомендувати себе як німецький агент, перш ніж знову звернутися до британців, щоб запропонувати свої послуги як подвійний агент.
Пужоль створив себе як фанатично пронацистський урядовець Іспанії, який міг їздити до Лондона у службових справах, також отримав фальшивий іспанський дипломатичний паспорт, обдуривши друкаря, щоб він подумав, що Пужоль працює в посольстві Іспанії в Лісабоні. Він зв’язався з Фрідріхом Кнаппе-Ратеєм, агентом Абверу в Мадриді, під кодовим ім’ям «Фредеріко». Абвер прийняв Пужоля і дав йому прискорений курс шпигунства (включаючи таємне писання), пляшку невидимого чорнила, книгу кодів і 600 фунтів стерлінгів на витрати. Його вказівки полягали в тому, щоб переїхати до Британії та завербувати мережу британських агентів.

## Після війни
Після Другої світової війни Пужоль боявся репресій з боку вцілілих нацистів. За допомогою МІ-5 Пужоль відправився в Анголу та імітував свою смерть від малярії в 1949 році. Потім переїхав до Лагунільясу, Венесуела, де жив у відносній анонімності, керуючи книгарнею та сувенірною крамницею.